# Niilo Hyttinen
Niilo Arvi Hyttinen, född 3 februari 1940 i Puolango, död 29 december 2010 i Uleåborg, var en finländsk målare. 
Hyttinen genomgick Finlands konstakademis skola 1961–1965. Han tillhörde den finländska popkonstens pionjärer i slutet av 1960-talet och började göra målade föremål, till exempel en hatthylla (1967). En stor utställning av René Magritte i Stockholm 1967 påverkade Hyttinen och andra finländska konstnärer. Magrittes föremålsliga, surrealistiska motiv tillämpades med förkärlek av popmålarna. Hyttinen övergick i början av 1970-talet till skildringar av människor – och även husdjur – i glesbygden, ett engagemang som han blev mycket känd och uppskattad för, inte minst därför att han ägde förmågan att vara både satirisk och se sina folkliga typer med glimten i ögat. Hyttinen målade flitigt sig själv men även andra. Ett representationsporträtt av Matti Ahde hänger till exempel i Riksdagshuset i Helsingfors. Hyttinen var en av norra Finlands mest kända och uppskattade konstnärer, i denna landsända finns även offentliga konstverk av honom.